# L'Ombre des femmes
Pour plus de détails, voir Fiche technique et Distribution.
L'Ombre des femmes est un film français réalisé par Philippe Garrel, sorti en 2015.
Le film est sélectionné en ouverture de la Quinzaine des Réalisateurs au Festival de Cannes 2015.

## Synopsis
Pierre et Manon, quadragénaires  parisiens sans argent, vivent de petits boulots tout en réalisant des films. Pendant le tournage d'un documentaire sur un vieux résistant, Pierre rencontre Elisabeth et devient son amant. Un jour, Elisabeth découvre que Manon, elle aussi, entretient des relations avec un autre.

## Fiche technique
- Titre français : L'Ombre des femmes
- Réalisation : Philippe Garrel
- Scénario : Philippe Garrel, Jean-Claude Carrière, Caroline Deruas-Garrel et Arlette Langmann
- Photographie : Renato Berta
- Musique : Jean-Louis Aubert
- Direction de Production : Didier Abot
- Production : Saïd Ben Saïd, Michel Merkt et Olivier Père
- Pays d'origine :  France
- Genre : drame
- Dates de sortie : 14 mai 2015 (Festival de Cannes)

## Distribution
- Clotilde Courau : Manon
- Stanislas Merhar : Pierre
- Léna Paugam : Elisabeth
- Mounir Margoum : l'amant de Manon
- Vimala Pons : l'amie de Manon
- Antoinette Moya : la mère de Manon
- Jean Pommier : le résistant
- Thérèse Quentin : la femme du résistant
- Louis Garrel : le narrateur

## Distinctions

### Nominations
- 21e cérémonie des prix Lumières 2016 : nominations pour les :
  - Lumière du meilleur réalisateur pour Philippe Garrel
  - Prix Lumières de la meilleure actrice pour Clotilde Courau

### Récompense
- N°3 dans la liste des 10 meilleurs films de l'année 2015 des Cahiers du cinéma[1].